# 克萨米尔群岛

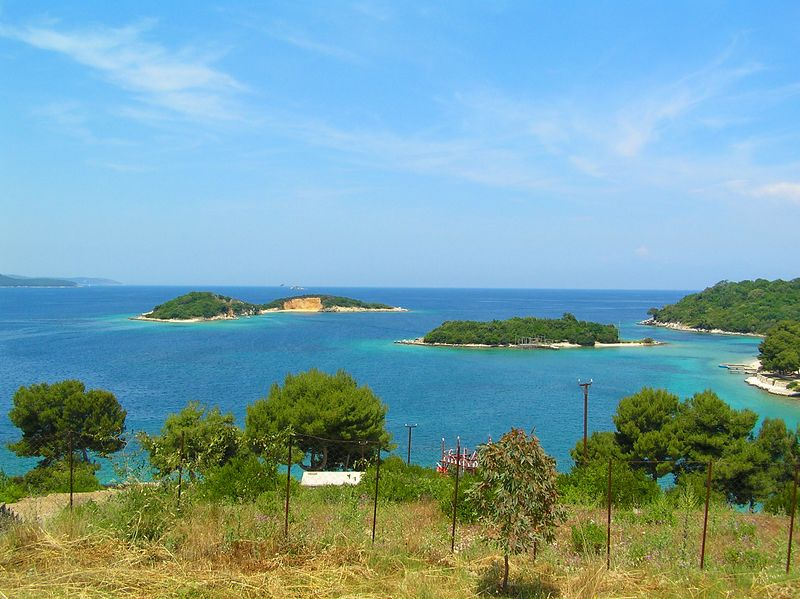

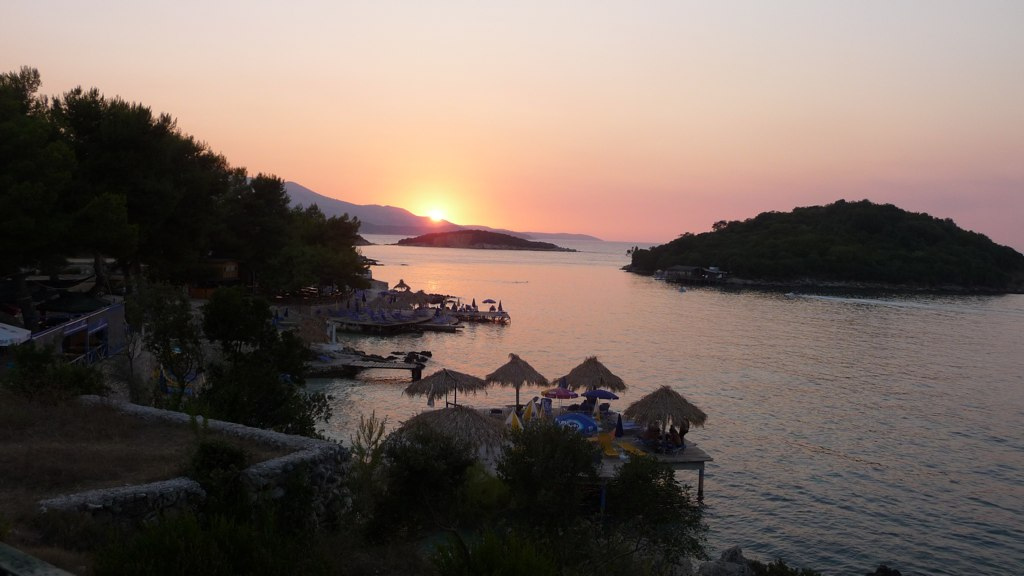

39°46′30″N 19°59′42″E / 39.77500°N 19.99500°E
克薩米爾群島是阿爾巴尼亞的群島，位於該國南部亞得里亞海，由4座島嶼組成，總面積0.07平方公里，最高點海拔高度15米，島上無人居住。